# Alice Hamilton
Alice Hamilton, född 27 februari 1869 i New York, död 22 september 1970 i Hadlyme i East Haddam, Connecticut, var en amerikansk läkare. 
Hon är inkluderad i National Women's Hall of Fame.